# Eucalyptus parramattensis
Espèce
Classification phylogénétique
Eucalyptus parramattensis est une espèce de plantes à fleurs du genre Eucalyptus et de la famille des Myrtaceae. C'est un arbre endémique d'Australie.

## Description
Eucalyptus parramattensis pousse comme un arbre qui peut atteindre une hauteur de 15 mètres. Le tronc est lisse, avec une écorce grise et grumeleuse.
Il y a deux sous-espèces distinguées par la taille du fruit. La sous-espèce parramattensis a des fruits de moins de 7 millimètres de diamètre, tandis que le sous-espèce decadens a des fruits de plus de 7 mm de diamètre.

## Répartition et habitat
L'aire de répartition est les zones côtières au centre de la Nouvelle-Galles du Sud : le nord, le sud et l'ouest de Sydney, dans des endroits tels que Liverpool, Thirlmere, Richmond, Putty et Kanwal.
Eucalyptus parramattensis est présent dans la forêt sclérophylle sèche, souvent dans des sites humides et dans des sols sableux.

## Source de la traduction
- (en) Cet article est partiellement ou en totalité issu de l’article de Wikipédia en anglais intitulé « Eucalyptus parramattensis » (voir la liste des auteurs).